# Herring-Körper
Herring-Körper sind neurosekrethaltige Anschwellungen distaler Neuronenden des Hypothalamus. Diese Strukturen lassen sich in der Neurohypophyse finden und versichern eine zeitlich begrenzte Lagerung neurohypophysarer Hormone.
Sowohl das Trägerprotein Neurophysin als auch die Hormone Antidiuretisches Hormon und Oxytocin werden hier gelagert. Man kann jedoch in einem einzelnen Herring-Körper nur eine einzige der beiden Substanzen antreffen.
Die anatomische Struktur wurde erstmals vom Physiker und Physiologen Percy Theodore Herring im Jahr 1908 beschrieben.